# Fly IQ451
Fly IQ451 (Vista) — смартфон с поддержкой 2 SIM-карт, созданный на основе 4-ядерного процессора MTK6589, работающий под управлением операционной системы Android.

## Внешний вид и органы управления
Являются типичными для Android-смартфонов. Большую часть передней панели занимает сенсорный дисплей, над ним находятся информационный светодиод, речевой динамик, датчик освещенности и приближения, объектив передней камеры, под ним — три сенсорные клавиши (контекстного меню, перехода на домашнюю страницу, возврата). В верхней части задней панели находится объектив основной камеры и светодиодная вспышка, в нижней — музыкальный динамик. На верхней грани находится аудиоразъём 3,5 мм и разъём Micro-USB, на нижней — микрофон, на левой — кнопка-качелька управления громкостью, на правой — клавиша управления питанием.

## Аккумуляторная батарея и время работы
Смартфон оснащён аккумуляторной батареей ёмкостью 2000 мА·ч. Производителем заявлено следующее время работы:
- в режиме разговора — 6 ч;
- в режиме ожидания — 400 ч.

## Программное обеспечение
Программное обеспечение основывается на оригинальной прошивке от Google, претерпевшей незначительные изменения: изменены пиктограммы приложений, добавлены программы: службы Яндекса, клиенты социальных сетей ВКонтакте, Одноклассники, Twitter, Facebook, онлайн-кинотеатра ivi.ru, платёжной системы uBank, программа чтения книг FlyBook, учёта личных финансов CoinKeeper, изменения голоса Voice changer.

## Отзывы в прессе
Смартфон получил в целом положительные оценки. Среди достоинств назывались большой дисплей, качественное изображение, высокая производительность, качество звука, среди недостатков — большие размеры и вес, невысокое качество олеофобного покрытия дисплея, отсутствие антибликового фильтра, недостаточно емкая аккумуляторная батарея.